# Liste der Einträge im National Register of Historic Places im Morgan County (Illinois)

Lage des Morgan County in Illinois

Die Liste der Einträge im National Register of Historic Places im Morgan County in Illinois führt alle Bauwerke und historischen Stätten im Morgan County auf, die in das National Register of Historic Places aufgenommen wurden.

## Legende
| NRHP | Historic Place    |
| HD   | Historic District |

## Aktuelle Einträge
| [ 2 ] | Name                               | Bild                               | Eintragsdatum        | Lage | Ort          | Beschreibung |
| ----- | ---------------------------------- | ---------------------------------- | -------------------- | --- | ------------ | ------------ |
| 1     | Ayers Bank Building                | Ayers Bank Building                | 1986 ID-Nr. 86003178 | 200 West State Street 39° 44′ 4″ N, 90° 13′ 49″ W                                                                                         | Jacksonville |              |
| 2     | Beecher Hall, Illinois College     | Beecher Hall, Illinois College     | 1974 ID-Nr. 74000769 | Illinois College campus 39° 43′ 53″ N, 90° 14′ 49″ W                                                                                      | Jacksonville |              |
| 3     | Joseph Duncan House                | Joseph Duncan House                | 1971 ID-Nr. 71000294 | 4 Duncan Place 39° 44′ 0″ N, 90° 14′ 57″ W                                                                                                | Jacksonville |              |
| 4     | Gen. Benjamin Henry Grierson House | Gen. Benjamin Henry Grierson House | 1980 ID-Nr. 80001400 | 852 East State Street 39° 44′ 3,2″ N, 90° 12′ 45,4″ W                                                                                     | Jacksonville |              |
| 5     | Jacksonville Historic District     | Jacksonville Historic District     | 1978 ID-Nr. 78001178 | Abgegrenzt durch Anna Street, Mound Street, Finley Street, Dayton Street, Lafayette Street und Church Street 39° 44′ 15″ N, 90° 14′ 25″ W | Jacksonville |              |
| 6     | Jacksonville Labor Temple          | Jacksonville Labor Temple          | 1980 ID-Nr. 80004524 | 228 South Mauvaisterre Street 39° 43′ 58″ N, 90° 13′ 41,5″ W                                                                              | Jacksonville |              |
| 7     | Jacksonville Public Library        | Jacksonville Public Library        | 2000 ID-Nr. 00000953 | 201 West College Avenue 39° 43′ 55″ N, 90° 13′ 48″ W                                                                                      | Jacksonville |              |
| 8     | Morgan County Courthouse           | Morgan County Courthouse           | 1986 ID-Nr. 86003167 | 300 West State Street 39° 44′ 4″ N, 90° 13′ 54″ W                                                                                         | Jacksonville |              |
| 9     | Woodlawn Farm                      | Woodlawn Farm                      | 2007 ID-Nr. 07000146 | 1463 Gerkie Lane 39° 44′ 8,8″ N, 90° 8′ 21,5″ W                                                                                           | Jacksonville |              |